# Walckenaeria brucei
Walckenaeria brucei este o specie de păianjeni din genul Walckenaeria, familia Linyphiidae. A fost descrisă pentru prima dată de Tullgren, 1955.
Este endemică în Sweden. Conform Catalogue of Life specia Walckenaeria brucei nu are subspecii cunoscute.